# املدینگن ان دراویر
املدینگن ان دراویر (به آلمانی: Ammeldingen an der Our) یک شهر در آلمان است که در راینلاند-فالتس واقع شده‌است.

## خصوصیات
املدینگن ان دراویر ۲٫۶۲ کیلومترمربع مساحت دارد ۳۵۰ متر بالاتر از سطح دریا واقع شده‌است.